# Gemini–8
A Gemini–8, hivatalos megjelölése szerint Gemini VIII, az amerikai Gemini-program hatodik emberes küldetése volt. A NASA ezzel a repüléssel folytatta azon sorozatát, hogy az Apollo-programban kitűzött holdra szálláshoz szükséges műveletekről bebizonyítsa, hogy kivitelezhetők. A Gemini repülések során ekkorra már csak egyetlen kipróbálatlan művelet maradt hátra, két űrhajó összekapcsolása, azaz a dokkolás. Lényegében ez a repülés zárta a sort a kipróbálatlan műveletek között, ez után a repülés után már csak a tudás elmélyítése, a gyakorlás volt a célja a további repüléseknek.
A repülés fő célja a dokkolás volt, ezért ismét visszatértek az Agena rakétához mint céltárgyhoz, amelyet alkalmassá tettek egy dokkolószerkezettel a Gemini űrhajó fogadására. A tervek között egy háromnapos út szerepelt, mivel az összekapcsolt Gemini–Agena űrszerelvénnyel manővereket terveztek végezni, és az Agena áramellátását is a Gemini üzemanyagcellái biztosították volna, amelyek így három napra elegendő ellátmánnyal rendelkeztek a biztonsági tartalékokat nem számítva. Az Agena elérését és a dokkolást is hamarabb tervezték, mint az első sikeres randevúnál, ezúttal már 2 keringés alatt létre akarták hozni a találkozást. A dokkolás mint fő célkitűzés mellett másodlagos tervek is voltak, Dave Scott űrsétát kellett volna végezzen, majd az Agenával összekötve még egy fantomrandevút is terveztek a világűr egy kiválasztott pontjával.
A repülésre Deke Slayton a repülő személyzetekért felelős igazgató Neil Armstrong parancsnokot és Dave Scott pilótát jelölte ki. Dave Scott személyében ezen a repülésen debütált a NASA harmadik űrhajós válogatásán kiválasztott űrhajósok, az ún. Új Tizennégyek első képviselője, akiknek jelentős része később a holdutazásokon is szerephez jutott. Az űrhajósok összesen tíz kísérlet részesei lettek volna, köztük katonai kísérleteké is, és az első olyan űrsétát is tervezték számukra, ahol nem csak a korábbi kinn tartózkodás, hanem érdemi munka, illetve az arra irányuló kísérletek voltak megcélozva.
A startra 1966. március 16-án 11:41:02-kor (16:41:02 UTC) került sor. Előtte az Agena is sikeresen elstartolt és pályára állt, így nem volt akadálya, hogy egy rövid megközelítés után a két űrhajó megtalálja egymást odafenn. A gondosan kiválasztott pályákkal a Gemini lényegében automatikusan megközelítette az Agenát. Armstrong az utolsó 100 kilométeren (102 km-nél a radar jelezte az Agena befogását) irányította a Geminit, amely manőverek végén 46 méterre közelítették meg a célrakétát, ahol is megszüntették a relatív sebességkülönbséget, és egy ideig kötelékben repültek. Amikor az irányítás engedélyt adott a dokkolásra, Armstrong nagyon óvatosan, 8 centiméter/másodperces sebességgel megközelítette az Agenát, majd a két űrhajó szilárd kapcsolatban egyesült.
Szinte azonnal a világ első sikeres űrdokkolását követően vészhelyzet alakult ki. Az űrhajósok észrevették, hogy az űrhajójuk forogni kezdett a hossztengelye körül. Az irányítás korábbi figyelmeztetése alapján a legénység azt feltételezte, hogy az Agena romolhatott el, és ezért a figyelmeztetés alapján jártak el: azonnal leváltak az Agenáról. Ekkor azonban a probléma eszkalálódott, a pörgés elviselhetetlen mértékre gyorsult, elérte a másodpercenkénti egy fordulatot. Kiderült, hogy mégsem az Agena a hibás, hanem maga a Gemini űrhajó. A két űrhajós életveszélybe került (a pörgés miatt szédülés és látászavarok jelentkeztek náluk, és a folyamat végén akár meg is halhattak volna), ám végül Armstrong rendkívüli lélekjelenléttel, az elsődleges kormányrendszer lekapcsolásával és egy másik, csak a légköri visszatérésre tartogatott kormányrendszer aktiválásával elhárította a vészhelyzetet. A két kormányrendszer közötti váltás azonban azt jelentette, hogy a repülést muszáj megszakítani, és a lehető leggyorsabban le kell szállnia az űrhajónak. A hatodik keringésben végül az eredetileg tervezett Atlanti-óceán helyett a Csendes-óceánon hajtott végre kényszerleszállást az űrhajó Japán közelében, ahol az addigra odarendelt mentőalakulatok rövid idő után kiemelték az űrhajót és utasait.

## Előzmények

### Gemini kezdetek
A Gemini-program egy átmeneti, lényegében technikai űrprogram volt, szinte önálló célkitűzések nélkül, amely azért jött létre, hogy támogassa a Kennedy elnök által bejelentett Apollo-programot, megalapozza a holdra szállást. Az Egyesült Államok és a Szovjetunió között a hidegháború részeként az 1950-es évek végén és az 1960-as évek elején elindult az űrverseny. Ez az inkább politikai, ideológiai verseny arról szólt, hogy kinek fejlettebb a gazdasága, a tudományos és kutatási potenciálja, ki tud előbb végrehajtani az akkori idők csúcstechnológiai ágazatában, az űrtevékenységben valamilyen teljesítményt. A szovjetek a Szputnyik–1 1957. október 4-i felbocsátásával megnyerték az űrverseny „első futamát”, majd onnantól kezdve egy sor más eredménnyel előzték meg az amerikaiakat (pl. állatok felbocsátása, a Hold elérése űrszondával, stb.). Az amerikaiak hiába összpontosították erőforrásaikat (és alapították meg a NASA-t, hogy visszavágjanak, sőt átvegyék a vezetést az űrben, a világ első űrhajósát, Jurij Gagarint is a szovjetek juttatták fel a Vosztok–1 fedélzetén 1961. április 12-én.
Az amerikai közvélemény számára ezek a szovjet elsőségek már-már háborús csatavesztésekként csapódtak le, és mindenki azt várta el a mindenkori kormányzattól, hogy vágjon vissza az ellenlábas szovjeteknek, és Amerika előzze meg a szovjeteket az űrtevékenységben. A Gagarin repülésével elszenvedett minden korábbinál nagyobb presztízsveszteségre az újonnan felálló Kennedy-adminisztráció azt a megoldást találta, hogy kell egy olyan szenzációsan nagy cél az űrtevékenységben, amelynek teljesítésével automatikusan eltörlik annak emlékét, hogy az első műholddal, vagy az első emberrel a szovjetek valaha vezető szerepet szereztek, és Amerikát helyezik a vitathatatlan vezető szerepbe. Több elgondolásból a holdra szállást választották, méghozzá egy évtizeden belül ilyen teljesítményként. Azonban az Apollo–program Kennedy elnök általi bejelentésekor az USA űrpotenciálja elképzelhetetlen lemaradásban volt attól, hogy a cél teljesíthető legyen. Anyagok, eszközök, eljárások tucatjait kellett még feltalálni, hogy ember juthasson a Holdra. Többek között bizonyítani kellett, hogy két űrhajó képes találkozni az űrben (űrrandevú), össze tud kapcsolódni (dokkolás), az űrhajósok ki tudnak szállni az űrhajóból, és ott munkát tudnak végezni (űrséta), illetve az emberi szervezet kibír egy akár a holdutazáshoz szükséges időtávval kalkuláló űrrepülést (hosszú távú repülések). A NASA úgy döntött, hogy ezen kérdések megválaszolását nem hagyja egyedül a szerteágazó fejlesztésekkel elindult Apollo-programra, hanem olcsóbb és hatékonyabb egy párhuzamos program, a Gemini–program elindítása és ezen művelet általa való kikísérletezése. 1961. december 17-én tehát útjára indult a Gemini–program, amelynek feladata az lett, hogy lépésről-lépésre kikísérletezzék a Hold eléréséhez szükséges űrműveleteket, míg a holdutazások technikai fejlesztései maradtak csak az Apollo–program berkein belül.

### Voszhod–program
A Szovjetunióban is a Geminihez hasonló továbblépésen dolgoztak – bár teljesen titokban –, a Vosztok-program sikerei után a Szergej Koroljov vezette szovjet űrkutatás átlépett a Voszhod-programba, amelynek ugyanúgy a holdi műveletek lehetőségeinek (többszemélyes, manőverezhető űrhajó, űrrandevú, dokkolás, űrséta, stb.) kidolgozása volt a célja. Mindemellett azonban a szovjetek továbblépése más tervezési elveken alapult, és a Voszhod űrhajó nem volt manőverezhető, inkább a Vosztok űrhajó kisebb fokú átalakításából született, amely korlátozások árán, de lehetővé tette, hogy több űrhajós is helyet foglalhasson benne, illetve ráillesztettek egy légzsilipet, amellyel az űrsétá(ka)t tervezték végrehajtani. Ám az eredményeik tükrében az amerikaiak ezt nem tudták, teljesen nyíltnak vélték a versenyt.
A Voszhod–program az első próbálkozás volt több űrhajós felbocsátása, a Voszhod–1 1964. október 12-én startolt megelőzve bármiféle Gemini űrhajót. A repülés sikeres volt, az űrhajóban Vlagyimir Komarov parancsnok, Borisz Jegorov orvos és Konsztantyin Feoktyisztov fedélzeti mérnök (egyébként az űrhajó egyik tervezője) egynapos, 16 keringéses repülést teljesített. Ezzel ismét egy újabb űrbeli elsőséget (ti. az első többszemélyes űrhajó repülését) biztosítottak a Szovjetunió számára. Amerikában ezt újabb lemaradásnak könyvelhették el. Majd ezután 1965. március 18-án, öt nappal megelőzve a Gemini–3-at Bajkonurból felszállt a Voszhod–2, fedélzetén Pavel Beljajev és Alekszej Leonov űrhajósokkal, hogy egy nem különösebben hosszú – 1 nap 2 óra 2 perces időtartamú – repüléssel egy újabb űrbeli elsőséget állítsanak fel: Alekszej Leonov a világon elsőként végzett űrsétát. Amerika lemaradása látszólag még mindig fennállt a korábbi programokhoz és űrteljesítményekhez hasonlóan, a szovjetek ismét előbb mutattak be űrműveleteket, mint ők.
Amit a szovjet híradások nem adtak közre, az az volt, hogy a világ első űrsétája, illetve az azt övező űrrepülés mennyire csak félsiker volt. Leonov ugyan negyedóráig kinn volt az űrben, ám az űrhajós az űrruha hibás kialakítása miatt alig tudott visszatérni az űrhajóba, és kis híján belehalt az erőfeszítésbe (az űrruha a belső nyomástól annyira felfújódott, hogy Leonovból lényegében egy nagy Michelin-baba lett, aki nem tudott visszamászni az űrhajó zsilipjébe, ahonnan kijött, csak ha leeresztette az űrruha belső levegőjét, azt kockáztatva, hogy megfullad). A problémák később is folytatódtak: az űrkabinból is szivárogni kezdett a levegő, majd navigációs problémák miatt a fékezést kézi vezérléssel kellett kivitelezni. Ennek hatására a leszállás is több száz kilométerre a kijelölt helytől, Perm város közelében került sor. A mentőegységeknek negyvennyolc órájába telt, hogy a havas erdőből kimentsék az először halottnak hitt két űrhajóst. A félsiker miatt, illetve a főtervező Koroljov korai halála miatt a szovjetek nem is folytatták a Voszhod-programot a későbbiekben. Ezzel lehetőség nyílott, hogy a jóval fejlettebb Gemini űrhajókkal az amerikaiak átvegyék a vezetést az emberes űrhajózási projektek teljesítményeit illetően.

### Előkészületi repülések
A Gemini-programot három, jól elkülöníthető részre lehet osztani a repülések alapján: egy előkészítő szakaszra, egy a program derekát jelentő érdemi kísérleti szakaszra, amikor a fő célkitűzéseket teljesítették, és egy utolsó, gyakorlási szakaszra, amikor a már végrehajtott műveleteket gyakorolták, finomították. Az első szakaszba mindössze három repülés tartozott és semmi mást nem volt hivatott teljesíteni, mint az új űrhajó repülőkészségét igazolni. A Mercury-programhoz hasonlatosan az új űrhajó és rakéta követelményeknek megfelelését ember nélküli, automata üzemmódban végrehajtott tesztekkel kívánták elvégezni, igaz eltérően az előző programtól, nagyon kevés indítás is elegendőnek látszott az eszközrendszer űrbeli alkalmazásának igazolására, ahogy kimaradtak az állatkísérletek is. Mindössze két fő komponenst kellett igazolni: egyrészről a rakéta működőképességét, az űrhajó repülőképességét és a két eszköz összeszerelt állapotban történő repülésének paramétereit, másrészről az űrhajó légköri visszatérési képességeit. A két cél mentén a teszteket ketté bontották, és két külön repülésen ellenőrizték a célok teljesülését. Ezen tesztek sikeressége volt az előfeltétele, hogy a program továbbléphessen az emberes repülésekre, majd a bonyolultabb műveletekre.
A program első felszállása a Gemini–1 volt, amelyre 1964. április 8-án került sor. Ezen a repülésen először tesztelték a Gemini űrhajó és a Titan II rakéta integritását, illetve az együtt repülési kondícióit. A kabin ezúttal nem volt egy teljes értékű űrhajó részben amiatt, hogy magának az űrhajónak a fejlesztése elhúzódott, és még nem állt készen egyetlen példány sem a repülésre, részben amiatt, hogy főként csak mérési eredményekre volt szükség és nem valós repülési eredményekre. Ezért az űrhajó inkább csak egy üres héj volt, amelyet műszerekkel töltöttek meg. A repülés tervezők nem terveztek irányított visszatérést, mindössze három Föld körüli keringésig rögzítették az űrhajó adatait, amelyek mindenben kielégítő eredményt hoztak. A repülést magát úgy tervezték, hogy az űrhajó nagyjából három és fél nap elteltével a felső légkör természetes fékező hatására magától visszasüllyedjen a sűrűbb légrétegekbe és elégjen. Ennek elősegítésére a mérnökök négy lyukat fúrtak a hőpajzsba. Végül a rakéta 7 másodperces továbbműködése miatt a tervezettnél kissé magasabb pályára állt a Gemini–1, így a tervezett három és fél nap helyett négy nap múlva zuhant vissza Földre az űrjármű 1967. április 12-én, a déli Atlanti-óceánon Dél-Amerika és Afrika között, minden repülési célkitűzést hibátlanul teljesítve.

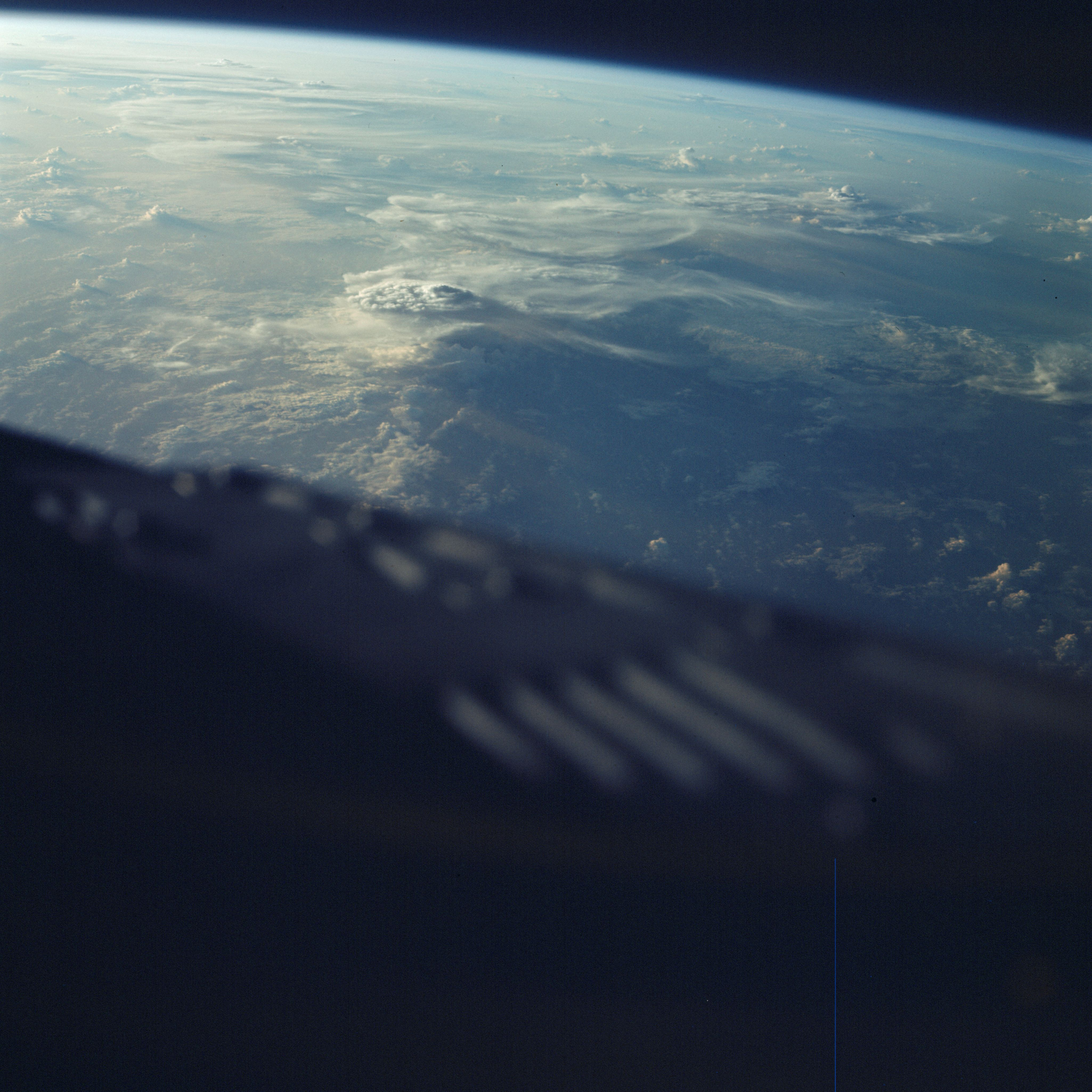
A Gemini–3-ból a felhők pettyezte légkör látszik, ahogy körbeöleli a Földet

A második automata tesztrepülésre, a Gemini–2 jelű próbára viszonylag sokat kellett várni, egészen 1965. január 19-ig. A csúszásra egyrészt az elhúzódó fejlesztések adtak okot, mivel ezúttal egy teljes értékű űrszerelvényt tervezett indítani a NASA. Másrészt 1964. december 9-én egy sikertelen startra is sor került, amikor az utolsó másodperben (a rakéta hajtóműve már járt, de a leszorító tartócsavarokat még nem robbantották le) a beépített üzemzavar-érzékelő rendszer jelzett, és leállította a hajtóműveket. A hibák elhárítása után a tervek szerint startolt el az űrhajó, amelyet azonban nem terveztek Föld körüli pályára állítani, hanem csak egy szuborbitális repülés keretében bocsátottak fel, hogy az a lehető legnagyobb sebességre gyorsulva 3422 kilométerre a starthelytől csobbanjon az óceánba, és közben leteszteljék az űrhajó biztonságos leszálláshoz szükséges részegységeket, különös tekintettel a hőpajzsra. Az űrhajó ismét tökéletesen teljesített, leszámítva két kisebb rendszer nem számottevő hibáját). A leszállás után a USS Lake Champlain repülőgép hordozó halászta ki a kabint 26 kilométerre a tervezett leszállási ponttól.
A Gemini–program első, emberekkel végzett repülésére a két sikeres, személyzet nélküli repülést követően adott engedélye a NASA vezetése. A fő célkitűzés „demonstrálni és felmérni az űrhajóban, a hordozóeszközben és az eljárásokban rejlő képességeket a jövőbeni hosszútávú és randevú repülések érdekében” volt. Ebben a kérdésben az okozta a fő dilemmát, hogy milyen hosszú repülés tudja ezt megvalósítani. Sok vita után megmaradtak a még a Gemini-program általános tervezésénél felvázolt három Föld körüli keringésig tartó verziónál, némiképp még a hiányos Mercury tapasztalatokra alapozva. A rövid repülési idő, valamint az űrhajósok számára korlátozottan rendelkezésre álló felkészülési idő folytán a küldetéstervezés csak olyan kísérleteket tudott betervezni a repülésre, amelyek nem igényeltek komolyabb felkészülést, és az űrhajósok egyszerűen és gyorsan végre tudták hajtani, ezért mindössze három kísérletet – egy a sugárzásnak a sejtekre való hatását mérő, egy sejtnövesztési és egy kommunikációs kísérletet - terveztek be a fő, az űrhajó manőverezőképességét kipróbáló tesztek mellé. Ezzel a Gemini–3 egyfajta hidat képzett a rövid, de hatékony repülésével a nyúlfarknyi Mercury repülések és a későbbi, az akár egy hetet is meghaladó, bonyolult Gemini repülések között.
Személyzetként Gus Grissom parancsnokot és John Young pilótát nevezte meg a NASA, előbbi a Molly Brown nevet választotta az űrhajónak. A startra 1965. március 23-án, helyi idő szerint 9:24-kor (14:24 UTC) került sor Cape Kennedy LC-19 indítóállásából. A három fordulatos repülés nagyon hamar lezajlott: az első keringésben elhárítottak egy kisebb műszerfal hibát, illetve nekiláttak a kísérleteknek, amelyek azonban nem sikerültek, a második keringésben került sor a történelmi és egyben legfontosabb próbára, az űrhajósok önállóan manővereztek - pályát változtattak az űrhajóval. Végül a harmadik körben már a leszállás előkészületeivel voltak elfoglalva. A leszállásra 4 óra 55 perc 14 másodperc repülés után került sor az Atlanti-óceánon, ahol a USS Intrepid anyahajó szedte fel az űrhajósokat. Ezzel az űrhajó berepülése sikeresen teljesítésre került, utat nyitva a későbbi, komolyabb Gemini repülések előtt.

### A Gemini program fő célkitűzéseinek teljesítése

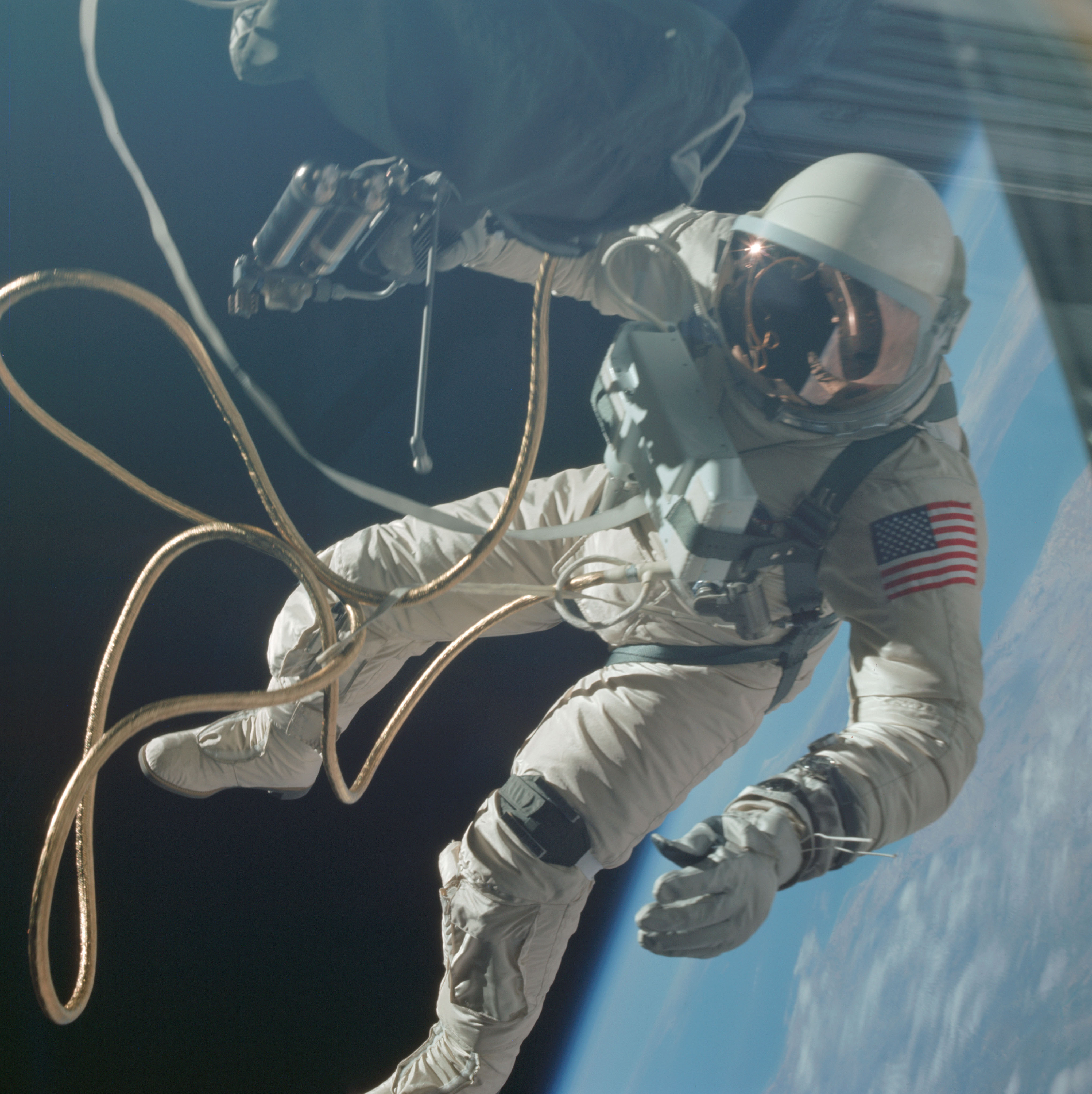
Ed White a világon az első űrsétát tevő amerikai

A NASA amikor áttért a repülések következő fázisára, az alapvetően előre kijelölt fő célkitűzéseken akart végigmenni, az első kutató repüléssel az űrrandevút célozva meg. Ám mivel az űrhajó képességeinek kifejlesztése sem volt még a végén, a szovjetek ráadásul végrehajtották az első űrsétát, ezért átalakították az első repülést és maguk is az űrséta megvalósítását tűzték ki célul, soron kívül. A Gemini–4 startjára 1965. június 3-án, 10:26:59-kor (15:15:59 UTC) került sor Cape Canaveral 19-es indítóállásáról. A repülés első feladata az űrhajót pályára állító Titan II második rakétafokozatával való űrrandevú volt, az űrhajósoknak egy-két méterre meg kellett volna közelíteni a leválasztás után eltávolodott eszközt és kötelékben repülni vele egy ideig. A repülés idejére még nem készült el a randevúradar fejlesztése, ezért az űrhajósok a saját szemükre támaszkodhattak csak a manővernél. Azonban még fontosabb, hogy akkor még nem voltak gyakorlati tapasztalatok az orbitális pályán végrehajtandó manőverekről, amivel egy ott haladó űrjárművet meg lehet közelíteni. Az űrhajósok a Földön megszokott eljárást követték: ha utol akarsz érni valamit, akkor gyorsítanod kell. Ez azonban orbitális pályán haladva azt jelenti, hogy az űrhajó magasabb pályára kerül, pálya menti sebessége kisebb lesz, ezért lemarad a megközelítendő jármű mögött. Többszöri sikertelen próbálkozást követően McDivitték felhagytak a randevú megkísérlésével.
A repülés második feladata az űrséta végrehajtása volt, amelyre Ed White volt kijelölve. White előbb elvégezte az űrséta előkészítő tevékenységeit (összeszerelt egy, a manőverezéshez szükséges sűrített levegős pisztolyt, illetve csatlakoztatta az űrruhájához a létfenntartó rendszer csatlakozóit, a köldökzsinórt, stb.), majd kihermetizálták a kabint, némi nehézség árán kinyitották a kabinajtót és az űrhajós kilebegett az űrbe. A manőverező pisztoly segítségével különböző irányú mozgásokat próbált ki, amelynek során az űrbeli mozgás semmiféle nehézséget nem okozott és nem merült fel egyéb zavaró körülmény, (pl. rosszullét) sem. Harminchat perc elteltével White az irányítás határozott utasítására visszatért a kabinba parancsnoka, Jim McDivitt mellé, amellyel az első amerikai űrsétát sikerrel teljesítettnek minősíthették.
Az űrsétát követően még három napnyi repülés várt az űrhajós párosra, amelynek során tizenegy tudományos (orvosi, fényképezési és egyéb) kísérletet hajtottak végre, mindet sikerrel. A repülés 48. keringésében meghibásodott az űrhajó számítógépe, ami miatt nem lehetett szó a tervezett, számítógép irányítású visszatérésről. A 62 keringésben kézi irányítás mellett hajtották végre az űrhajósok a fékezést, a légkörbe való visszatérést. A Gemini IV 1965. június 7-én az Atlanti-óceánon, 81,4 kilométerrel a tervezett leszállási pont mellett szállt vízre. A helyszínen várakozó USS Wasp anyahajó egy órán belül kiemelte őket.
A NASA számára a holdutazáshoz szükséges műveletek kipróbálása során a soron következő művelet, az űrrandevú kipróbálására hivatott repülés a Gemini V volt.

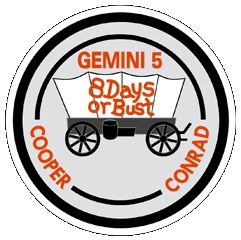
A Gemini V logója és jelmondata: „8 nap, vagy bukás”

A repülés 1965. augusztus 21-én startolt Cape Kennedy 19-es indítóállásából helyi idő szerint 9:00-kor (14:00 UTC), egy kis ún. pogo oszcillációt leszámítva eseménytelen start keretében. Az űrhajó 163*350 kilométeres ellipszis pályára állt. A pályára állás után rögtön hozzá is kezdett a Gordo Cooper parancsnokból és Pete Conrad pilótából álló legénység a legnagyobb figyelemmel kísért randevúkísérlet megvalósításához. Ehhez előbb kibocsátottak egy kis műholdat (hivatalos nevén a Randevú Felmérő Csomagot), majd mikor ez kissé eltávolodott, megpróbáltak odamanőverezni hozzá. Időközben azonban az első útjára felvitt üzemanyagcella, amely a fedélzeti áramellátásért volt felelős, abnormális működési paramétereket kezdett jelezni, ami miatt a legénység elővigyázatosságból inkább leállította. Ezzel az elsődleges célkitűzés, az űrrandevú meghiúsult, sőt felvetődött a repülés idő előtti megszakításának és a legénység hazahozatalának gondolata is. Houstonban és St. Louis-ban, az űrhajó gyártóhelyén hamarjában kísérletek indultak az üzemanyagcellával, majd az extrém paramétereken működő eszközzel szerzett tapasztalatok alapján a legénység visszakapcsolhatta azt, hogy az űrhajóban visszaálljon az áramellátás. Ezzel a korai repülés megszakítás veszélye megszűnt és visszatért a randevúkísérlet gondolata. Ugyan a céltárgynak szánt műhold elveszett, az irányítás rájött, hogy nem igazán egy céltárgyra van szükség, hanem inkább egy kitüntetett pontra az űrben, amit meg lehet közelíteni (a céltárgy inkább csak megtestesíti azt). Ezért Buzz Aldrin vezetésével kidolgoztak egy ún. „fantom randevú” nevű eljárást, aminek pont az volt a lényege, hogy egy kitüntetett ponthoz manőverezzék az űrhajót. A harmadik keringés során Cooper sikerrel teljesítette a fantom randevút, ezzel igazolta, hogy a Gemini űrhajóval valóban lehetséges egy űrbéli randevú megvalósítása.
A további feladat a 8 napos – világrekordot jelentő – időtartam kirepülése volt. Ennek abban állt a jelentősége, hogy ez volt egyenlő nagyjából egy holdutazás elméleti oda- és visszaútjának időszükségletével. Ennek során összesen 17 kísérletet végeztek el - köztük két, a Pentagon által feljuttatott katonai kísérletet is –, zömmel sikerrel. A Gemini V 1965. augusztus 29-én, 7 nap 22 óra 55 perc 14 másodperc repülést követően rendben leszállt az Atlanti-óceánra, ahol a USS Lake Champlain hordozó vette a fedélzetére a legénységet.
A következő két repülés – igaz némileg véletlenszerűen – szimultán repülés volt, amelynek során a fő célkitűzések közül az űrrandevút (két űrhajó űrbeli találkozását) és a holdutazás időtartamának megfelelő hosszútávú repülést próbálták ki. Az eredeti elképzelések szerint a Gemini V fantomrandevúja után a Gemini VI egy Agena célrakétával találkozott volna, létrehozva egy kézzelfogható, a közvélemény számára jól értelmezhető randevút. Az erre vonatkozó előkészületek megtörténtek és 1965. október 25-én az Agena el is startolt, miközben az űrhajósok is beszíjazva ültek az űrhajójukban a saját startjukra várva. Ám hamarosan az irányítás azt a hírt kapta a megfigyelőhajóktól, hogy az Agenát valamilyen váratlan esemény érte és felszállás közben megsemmisült. Az embert szállító hajónak értelmetlen volt startolnia, így az űrhajósokat kiszállították, a rakétából pedig leengedték a betöltött hajtóanyagot, a startot elhalasztották. Már a sikertelen start idején felmerült az ötlet, hogy a hosszas baleseti kivizsgálásra váró Agena helyett miért ne lehetne egy másik Gemini – a soron következő repülés embert szállító űrhajója – a céltárgy. Az ötlet hamar hivatalos tervvé lett és a felszállásra váró Gemini VII a Gemini VI céltárgya, csak a két repülés startsorrendjét kellett megcserélni. Illetve a Gemini csapatnak biztosnak kellett lennie abban, hogy az egyetlen rendelkezésre álló indítóállást alkalmassá lehet tenni néhány nap alatt arra, hogy újra indítani lehessen róla egy rakétát.

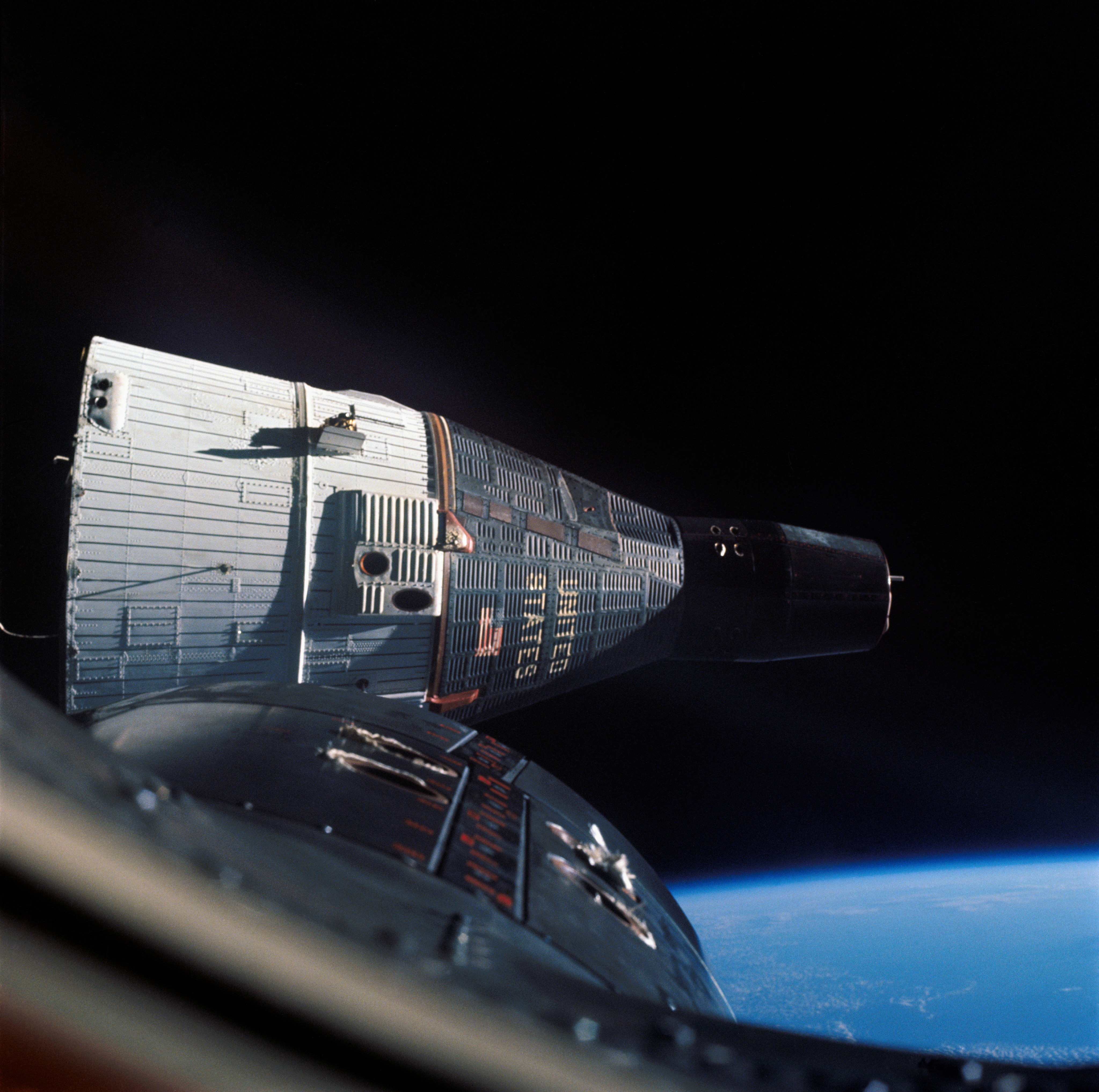
A Gemini VIA és a Gemini VII randevúja

Az elképzelésből hivatalos terv lett és a Gemini VII már úgy indult az űrbe, az addigi időtartamrekordot messze megdöntő 14 napos útjára, hogy a célok között ott volt egy másik Gemini űrhajó fogadása is. A Gemini VII Frank Bormannal és Jim Lovelllel a fedélzetén 1965. december 4-én startolt. A két űrhajós arra vállalkozott, hogy két hetet tölt el egy akkora űrhajóban, mint egy Volkswagen Bogár első két ülése, mivel ez számított egy holdutazás elméleti maximum időtartamának. Az űrhajósoknak nem volt szigorú időbeosztása, de jó néhány kísérletet végeztek el a hosszú idő alatt. Közben elsőként próbálhatták ki, hogy milyen, amikor levehetik az űrruhájukat (igaz először csak felváltva engedte nekik az irányítás, az egyiküknek mindig űrruhába beöltözve kellett lennie, ami kezdetben meglehetősen frusztrálta a parancsnokot).
A start után a földi személyzetnek kilenc napja volt Cape Canaveral-en, hogy az első űrhajó felszállása után felkészítsék a startra a második Geminit. A Gemini VIA-ra átkeresztelt repülésen Wally Schirra és Thomas Stafford startját 1965. december 12-re tűzték ki. Aznap rendben meg is történt minden startelőkészület, ám a visszaszámlálás során a legutolsó másodpercekben egy elektromos csatlakozó hibája miatt leállt a startfolyamat és az űrhajó a Földön maradt. Nagy szerencsére Schirra nem húzta meg az ilyen esetekre előírt katapultálást kiváltó kart. Az űrhajó átvizsgálása során hamar kiderült a hiba oka, ami ráadásul egy könnyen kijavítható hiba volt, és így esély nyílt rá, hogy a még mindig hat napig fenn tartózkodó űrhajóhoz még egyszer megpróbáljanak egy randevúkísérletet. 1965. december 15-én sikeresen elstartolt a Gemini VIA. Schirráék mindössze négy keringés alatt utolérték a másik Geminit, majd mintaszerű űrrandevút mutattak be. A műveletek során a Gemini VIA játszotta az aktív, míg Bormanék űrhajója a passzív szerepet. A Gemini VIA repülése mindössze egy napig tartott, aminek során megközelítették, majd eltávolodtak a célűrhajótól, végig 30 cm és 90 méter között tartva a távolságot. A randevú sikeres volt. A randevú teljesítése után a Gemini VIA leszállt, Bormanék számára már csak az maradt a feladat, hogy a 14 napos időtartamot teljesítsék. Főként pszichológiai nehézségek támadtak a hátralevő időben (főként Borman tűrte rosszul a maratoni bezártságot), amelyet követően 13 nap 18 óra 35 perc repülést követően a Gemini VII leszállt az Atlanti-óceánra.

## Személyzet

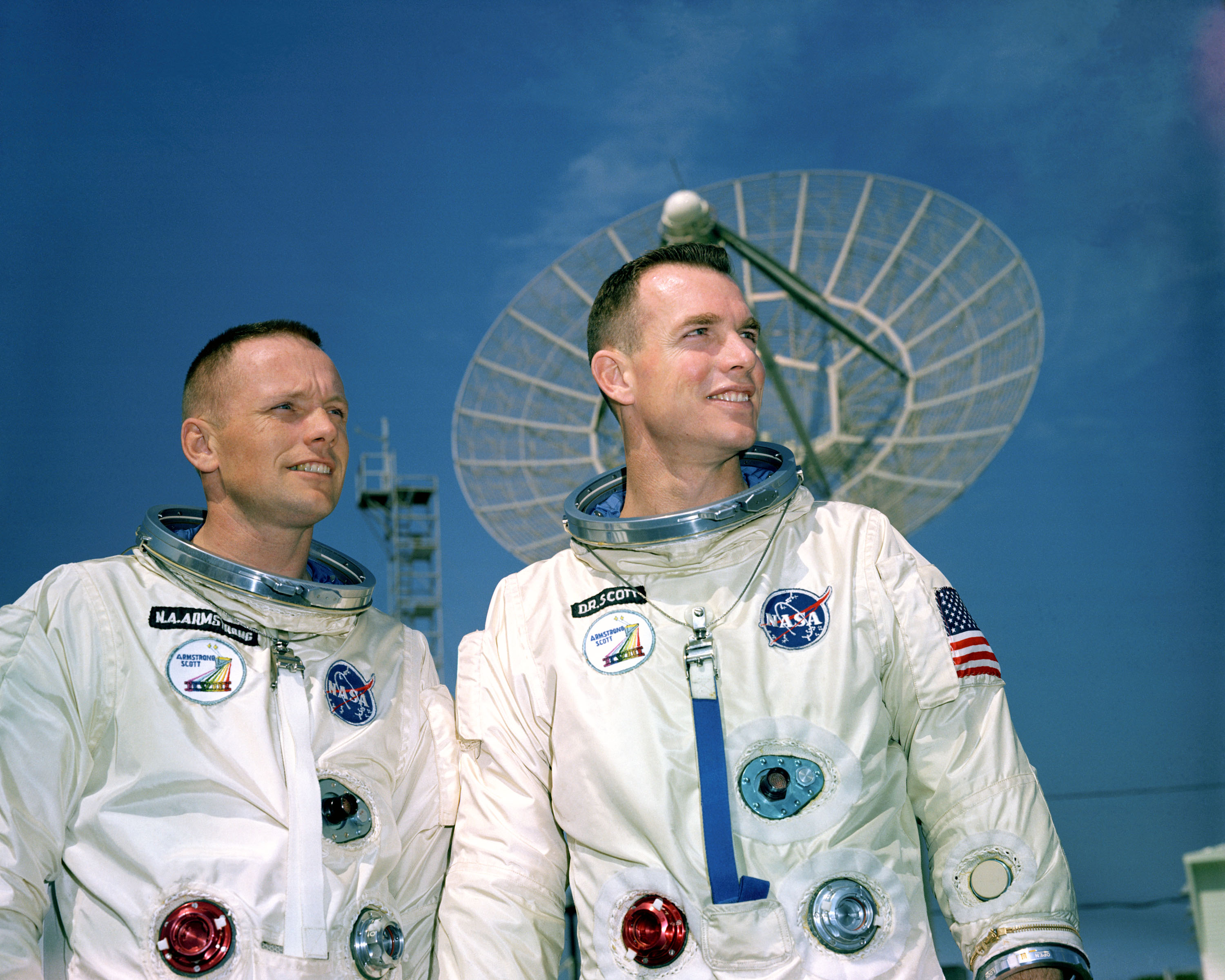
Neil Armstrong parancsnok és Dave Scott pilóta sajtófotója a Gemini VII legénységeként

### Repülő személyzet
| Beosztás   | Űrhajós                      | Űrhajós                      |
| ---------- | ---------------------------- | ---------------------------- |
| Parancsnok | Neil Armstrong (2) űrrepülés | Neil Armstrong (2) űrrepülés |
| Pilóta     | Dave Scott (2) űrrepülés     | Dave Scott (2) űrrepülés     |

### Tartalék személyzet
| Beosztás   | Űrhajós                   | Űrhajós                   |
| ---------- | ------------------------- | ------------------------- |
| Parancsnok | Pete Conrad (4) űrrepülés | Pete Conrad (4) űrrepülés |
| Pilóta     | Dick Gordon (2) űrrepülés | Dick Gordon (2) űrrepülés |

## Repülés

### A repülés előkészítése
A repülés tervezésekor három fő probléma köré szerveződtek az teendők: az Agena problémáinak elhárítására, egy komolyabb műszaki tartalmú űrséta megszervezésére és a kísérletek összeállítására. A repülésre szánt Agena újbóli átvizsgálása és hibátlannak minősítése után indult a repülés részletes tervezése. Ennek értelmében a Gemini VIA „M=4” (azaz randevú a negyedik keringés során) célja helyett az „M=2” jelölést vezették be, azaz a Gemini VIII-nak már a második keringése során utol kellett érnie a célűrhajót. Másodlagos célként jelölték meg, hogy az Agenával összekötött űrszerelvénnyel próbálkozzanak meg egy fantom randevúval, azaz egy fiktív, harmadik űreszközzel való találkozással. Ehhez az Agena hajtóművét használták volna. Ennek során a Gemini másodpilótája kiszállhatott volna egy kb. két órásra tervezett űrsétára, amelynek során egy teljes Föld körüli keringésen keresztül odakinn tartózkodhatott volna. Újabb kérdést vetődött fel a repülési idő hosszát illetően. Az üzemanyagcellák egy összekapcsolódással végződő randevú (és így két űreszköz áramellátása) esetén mindössze két napra voltak hitelesítve, amelyet hosszas viták és fejlesztések végén három naposra emelt a gyártó McDonnell.
Aztán ismét visszatért egy régi téma: az űrhajósoknak váltásokban kellene aludni, legalábbis az idő alatt, amíg össze vannak kapcsolódva az Agenával. Hosszas, több irányban lefolytatott szimulációk és elemzések vezettek végül arra az eredményre, hogy a rendszerfelügyelet megoldható másképpen is (a követő hálózat révén, amely eléggé sokat fejlődött addigra) és nem kell a két űrhajósnak megosztania az idejét. Egy másik kérdés is eldőlt az elemzések során, miszerint az Agena hajtóművével való manőverezés nem látszott kellően biztonságosnak, ezért elvetették, így nem kerülhetett sor a második, fantomrandevúra sem. Egyedül annyi maradt a tervben, hogy az Agena a manőverek után megmaradt passzív céltárgynak a Gemini IX számára.
Külön tervezési kérdés volt a Gemini IV utáni első, ezúttal sokkal komolyabb űrséta végrehajtása. Az összesen tíz kísérletből három is az űrhajón kívüli tevékenység idejére került. Az első kettő passzív kísérlet volt. Az S-9 jelű (Nukleáris Emulzió nevű) kísérlet során egy emulzióval bevont fémlapot kellett kihelyezni és azon figyelni az űrbeli radioaktivitás hatását. Az S-10 jelűben az Agenára kellett egy másik fémlapot szerelni és az „Agena Mikrometeorit Gyűjtés” keretében meghatározható lett volna, hogy mennyi mikrobecsapódás éri az alacsony Föld körüli pályán keringő űrobjektumokat. A harmadik kísérlet volt az egyedüli aktív művelet: az űrhajó másodpilótája kapott volna egy nyomatékmentes akkus csavarhúzót, amellyel elnavigált volna az űrhajó hátuljához, ahol öt darab csavart tekert volna be egy fémlapba, majd az egészet vissza kellett volna helyezni egy tartóba. A művelet célja az volt, hogy megláthassa az irányítás, hogy a Földön egyébként egyszerű tevékenységek mennyire kivitelezhetők az űrben.
Még egy tervezési problémával kellett megbirkózni, amelyben az Apollo–program erőforrásai és a Gemini-programéi bizonyultak szűk keresztmetszetnek. A két program párhuzamosan futott és a Gemini VIII nagyjából egy időbe esett az Apollo AS-201 kísérleti rakétaindítással. A két repülés egyetlen láncszeme közös volt: a Rose Knot Victor követőhajó. A hajónak az Apollo kísérlethez az Atlanti-óceánon, a Gemininél pedig a Csendes-óceánon kellett volna tartózkodnia. Végül a startokat úgy időzítették, hogy a lassú hajó idejében átérjen az egyik őrhelyéről a másikra.

### Az Agena repülése

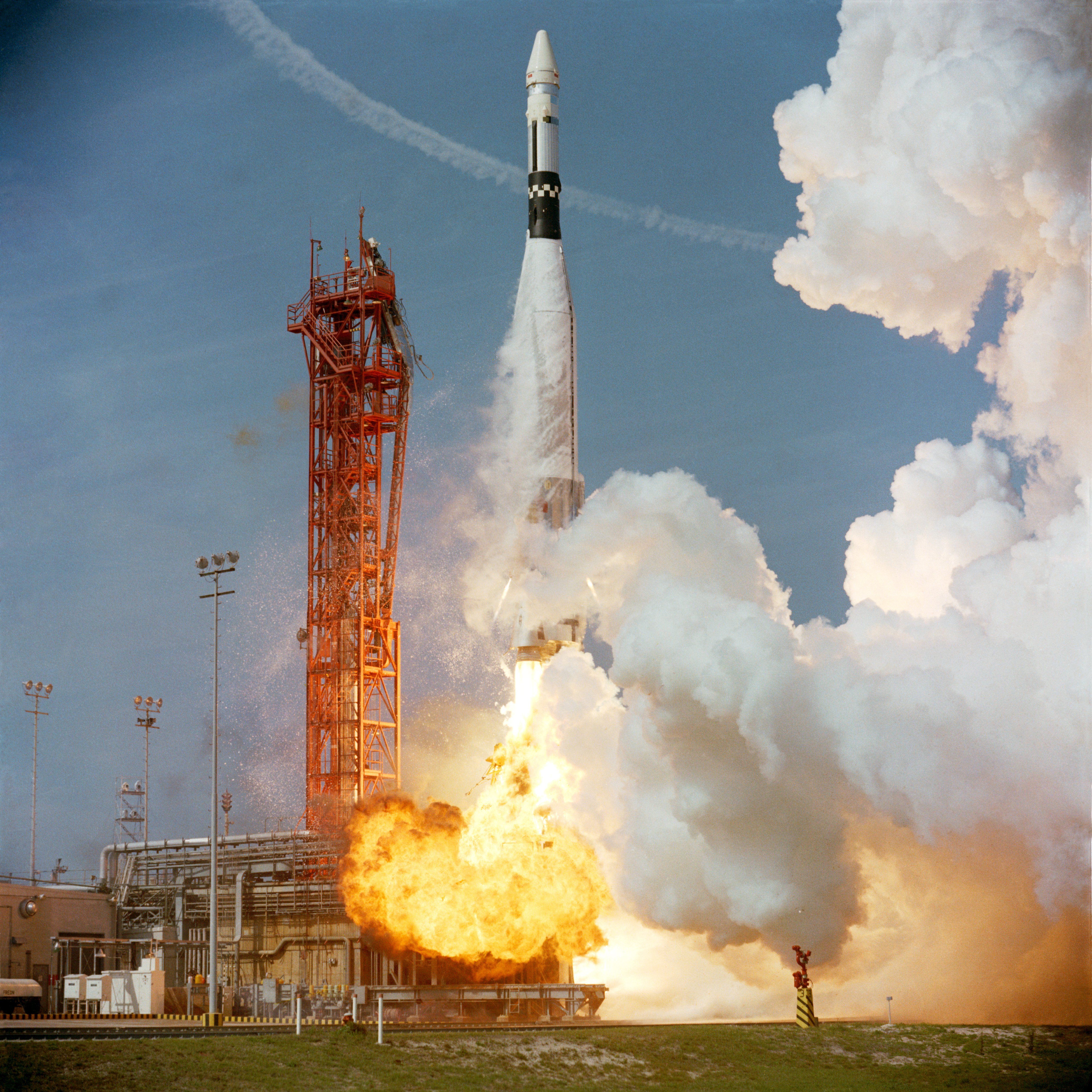
A Gemini VIII céltárgyának, az Agena rakétának a startja 1966. március 16-án

A korábban kudarcba fulladt Gemini VI koreográfiájához hasonlóan először az Agena startolt el egy Atlas rakéta vállán Cape Kennedy 14-es indítóállásáról 1966. március 16-án 10:00:03-kor (15:00:13 UTC). Ezúttal mind az Atlas, mind az Agena tökéletesen tette a dolgát és a célrakéta egy 298 kilométer magas körpályára állt. Gyors pályaanalízis következett, hogy az űrhajósok képesek lesznek-e elérni a céltárgyat, amely elemzés megnyugtató végeredménye az volt, hogy igen, képesek lesznek. Érdekesség, hogy a NASA ezen (kettős) startja pontosan Robert Goddard első amerikai folyékony hajtóanyagú rakétájának felbocsátásának 40. évfordulójára esett.
|                             | Gemini 8 Agena információk  |
| --------------------------- | --------------------------- |
| Céltárgy                    | GATV-5003                   |
| NSSDC ID:                   | 1966-019A                   |
| Starttömeg                  | 3175 kg                     |
| Indítóállás                 | LC-14                       |
| Sttart dátuma               | 1966. március 16.           |
| Start ideje                 | 15:00:03 UTC                |
| Földközelpont (1. keringés) | 299,1 kilometer (161,5 nmi) |
| Földtávolpont (1. keringés) | 299,7 kilometer (161,8 nmi) |
| Periódus                    | 90,47 m                     |
| pályahajlás                 | 28,86                       |
| Légköri visszatérés         | 1967. szeptember 15.        |

### A Gemini VIII űrhajó repülése

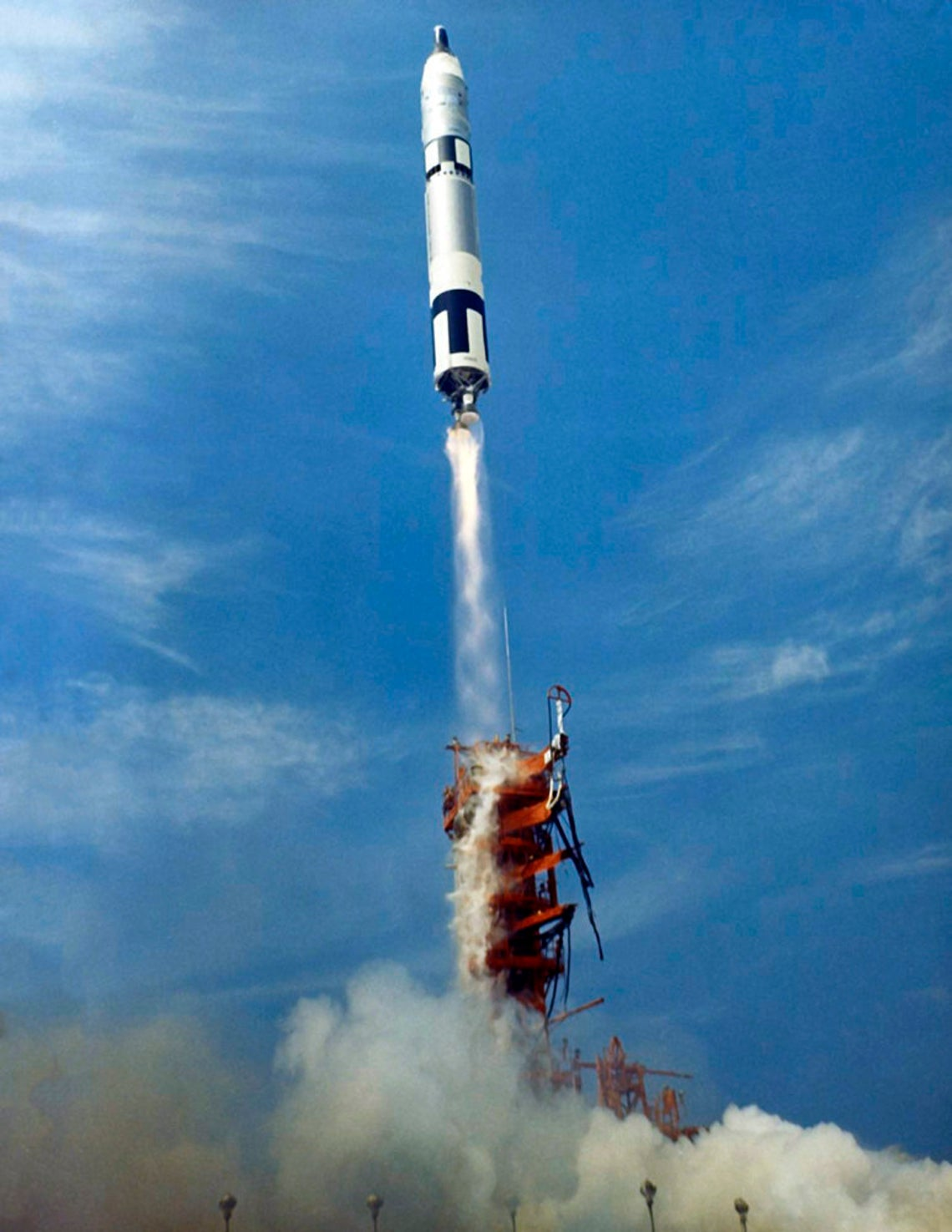
A Gemini VIII startja

A célrakéta startja után minden figyelem a 19-es indítóállásra terelődött, ahol a Gemini űrhajó állt, immár fedélzetén a felszállásra kész legénységgel (Armstrong és Scott tizennégy perccel azelőtt szálltak be az űrhajójukba, hogy az Agena útnak indult). A szoros indítási ablak miatt nem volt túl sok késlekedésre idő, ezért kisebb pánik lett úrrá, amikor Scott biztonsági övének csatjába beleszáradt epoxy ragasztót találtak. A tartalék Pete Conrad és a kilövőállás vezetője Guenther Wendt közös erőfeszítésével sikerült hamarjában kikaparni a felesleges anyagot a csatból. Ahhoz, hogy a tervben szereplő két keringésen belüli randevút tartani lehessen, a startnak nagyon pontosan kellett végbemennie.
1966. március 16-án 11:41:02-kor (16:41:02 UTC) a Titan rakéta életre kelt és öt perces működéssel egy 160*272 kilométeres ellipszis pályára lökte a Gemini űrhajót és utasait is. További álmélkodásra kevés idő maradt, azonnal el kellett kezdeni az előkészületeket az Agena megközelítésére, amely ekkor 1963 kilométerrel járt előttük egy magasabb pályán. Az űrhajósok pályája ezúttal is úgy volt beállítva – a Gemini VIA-hoz hasonlóan –, hogy a közelítés nagy része beavatkozás nélkül megtörtént. ezért a repülés ezen fázisában a két űrhajós bátran tekinthette az utat sétarepülésnek, ahol nézelődhettek. Ausztrália az éjszakai félgömbön úszott alájuk, majd Hawaii már a nappali félgömbön következett, igaz felhők takarták. Hamarosan ismét hazai föld felett jártak, ahol Armstrong megpróbálta kivenni Los Angeles és a közeli sivatagi reptér, az Edwards AFB körvonalait, ahol évekig volt tesztpilóta korábban. A Gemini első, 5 mp-es pályamódosító manővere 1 óra 34 perccel a start után zajlott le, amikor lecsökkentették a pályájuk földközelpontját. A második pályakorrekció a második keringés apogeumán volt. Ebben az időben a sebesség 15 m/s-mal való növelésével nőtt a perigeum is. A harmadik hajtóműindítás biztosította, hogy a megfelelő pályasíkban legyenek. 90 fokkal a menetiránynak háttal fordultak, és 8 m/s-os korrekciót végeztek a Csendes-óceán felett. Aztán kellett még egy 0,8 m/s-os gyújtás, mert a földi irányítók felfedezték, hogy nincsenek pontosan a megfelelő helyzetben a rakéták hibája miatt. A repülés ezen viszonylag csendes ideje alatt Armstrong és Scott evett egy keveset, Schirráék azon tapasztalatából kiindulva, hogy a két előd űrhajós elfelejtett enni, majd a feladatok annyira elsodorták őket, hogy végül éhesen és emiatt fáradtan dolgozták végig a napjukat. Ezt a hibát elkerülendő Armstrongék elővették az élelemcsomagjaikat, amelyek főként szárított, vákuumcsomagolt élelmiszerek voltak, és amelyek víz hozzáadása után is eléggé szárazak, íztelenek maradtak.
A következő pályakorrekció azt célozta, hogy a Gemini pályasíkja megegyezzen teljesen az Agenáéval, ám ez kissé felemásra sikeredett. Ehhez még a Csendes-óceán felett repülve 90 fokkal a repülési irányra állították be az űrhajó orrát és egy 8 m/s sebességet adtak hozzá a meglévőhöz egy hajtóműindítással, amellyel megváltoztatták a pályát. Hogy megbizonyosodjanak róla, hogy sikerrel jártak-e, rádión jelentették a manővert, amire nem érkezett válasz, ezt ők annak tudták be, hogy minden rendben. Csak később, a mexikói követőállomás hatósugarában jelentkezett Jim Lovell CapCom, hogy nem jók az eredmények, még 0,6 m/s-mal kell változtatni az űrhajó sebességén. A helyzetet nehezítette, hogy nagyon kevés idő maradt az előkészületekre és így csak az űrhajó helyzetének állítására maradt idő, a navigációs rendszer újrakalibrálására nem.

#### Randevú és dokkolás

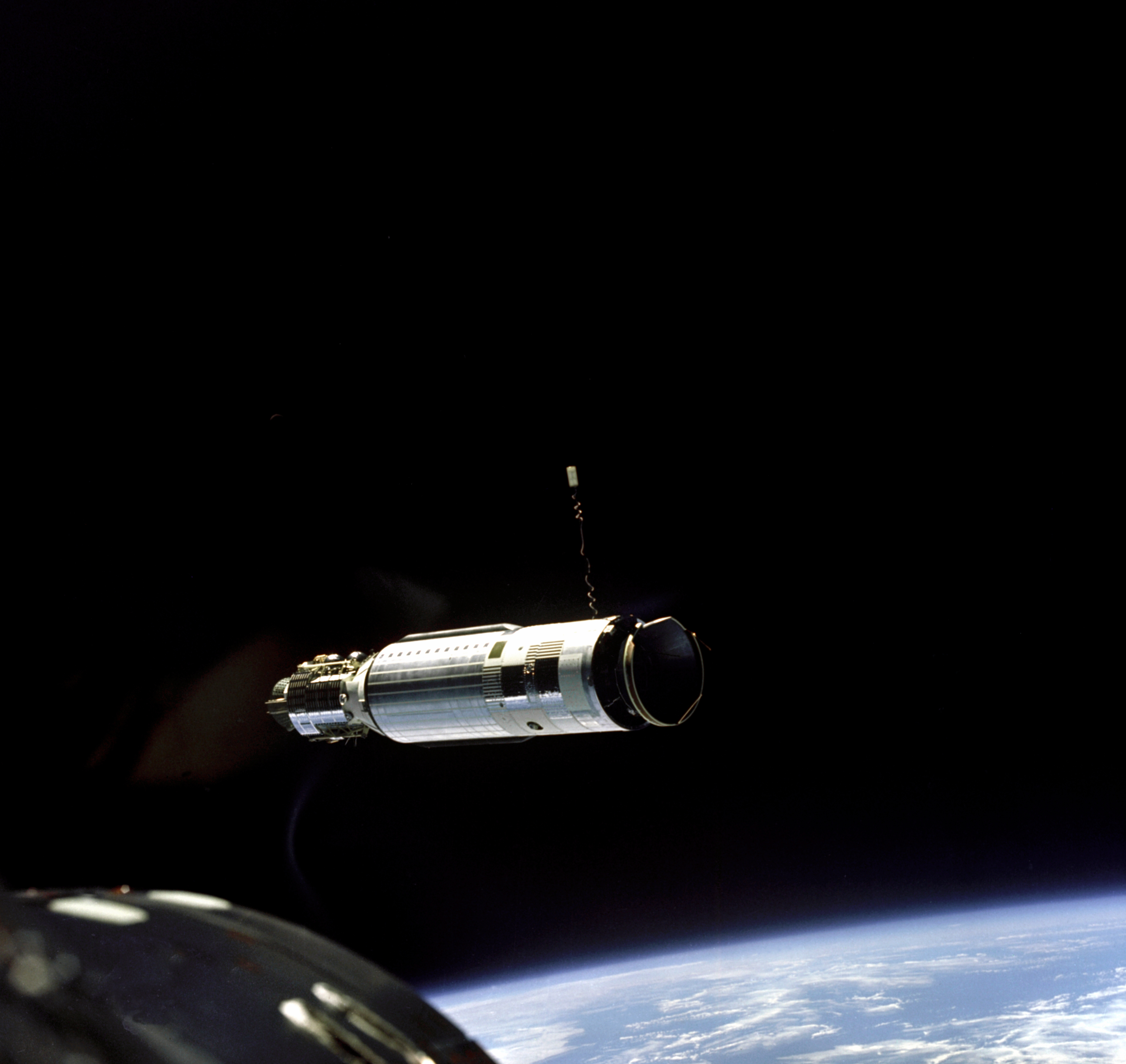
Az Agena célrakéta, ahogyan Armstrong és Scott megpillantotta a megközelítés végső fázisában

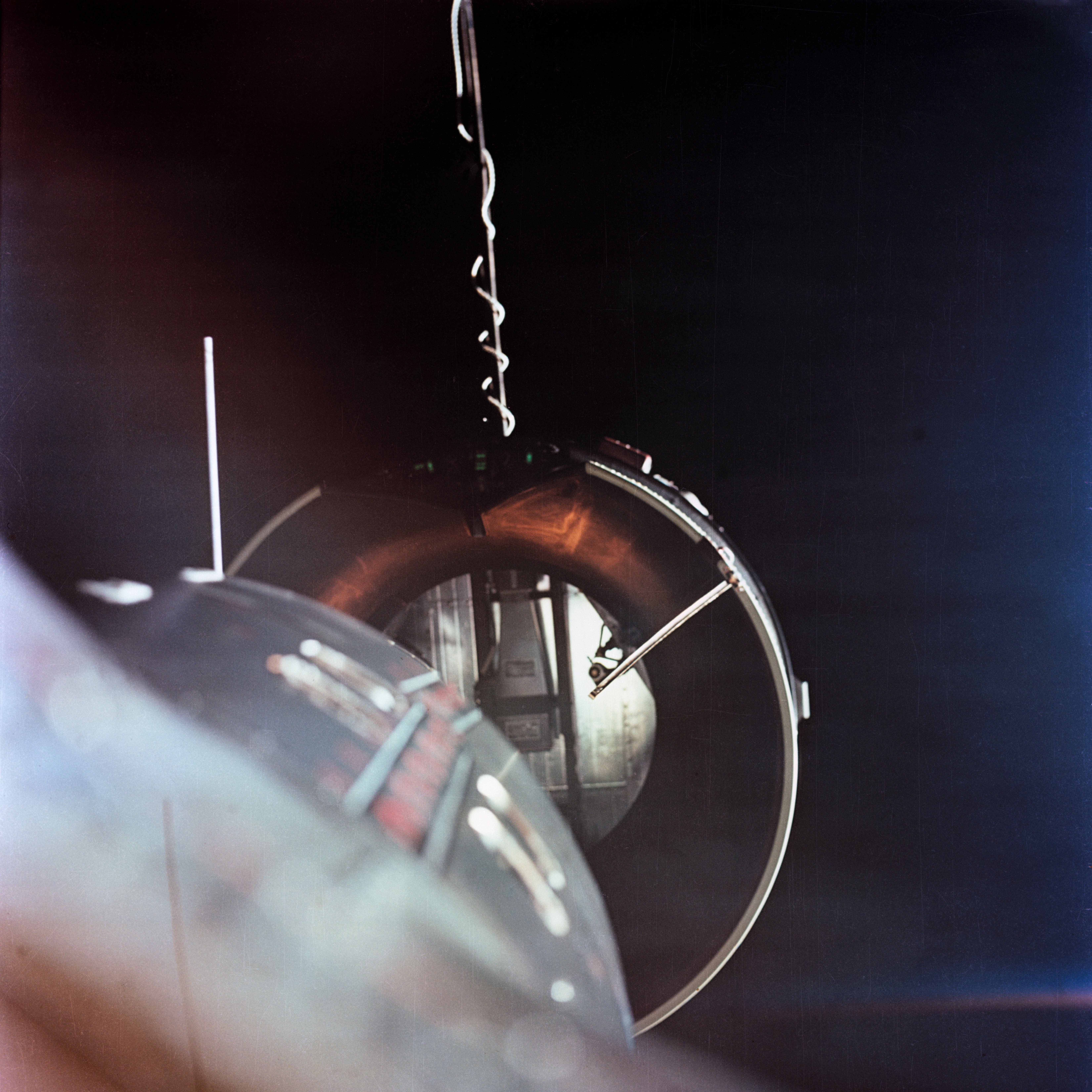
Az Agena és a Gemini VIII között már csak 1 méter távolság van a dokkolási manőver közben

A randevú végső fázisa a radar bekapcsolásával kezdődött. A gyártó Westinghouse mérnökei szerint a berendezésnek 343 kilométer távolságban kellett először megtalálnia a célpontot, amellyel szemben Armstrongék a gyakorlatban úgy találták, hogy a radar 332 km-re az Agenától mérte be a célpontot. A repülés 4. órájában egy újabb begyújtást hajtottak végre, amely körpályára állította, 28 km-re az Agena alatt. Ezzel megkezdődött a randevú legvégső szakasza.
Az Agenát először 140 km távolságról látták meg és amikor 102 km-en nyilvánvalóvá vált, hogy az tényleg a céltárgy, ami előttük fénylik, automatikus üzemmódra kapcsolták a számítógépet. Ezután hamarosan az Agena beleveszett az éjszakai félgömb homályába, hogy néhány pillanat múlva a rajta villogó navigációs fények alapján pillantsák meg az űrhajósok. Armstrong ekkor kalibrálta újra a navigációs rendszert a lehető legpontosabb manőverezéshez. Ezután megkezdődhetett a Gemini pályájának finomhangolása, hogy az teljesen az Agenáéhoz simuljon. Armstrong a starttól számítva 5 órával 14 perccel és 56 másodperccel indította azt a hajtóműindítást, amellyel az akkorra hiányzó 100 km-t áthidalja. Ehhez manőverek szövevényes rendszerére volt szükség, amelyhez Scott diktálta hangosan a radarról jövő adatokat, Armstrong irányította az űrhajót. Végül 46 méterre közelítették meg az Agenát, ahol megállapodtak és relatív sebességkülönbség nélkül, „kötelékben” repültek tovább a másik űreszközzel. Ezzel a manőverek randevút érintő része lezárult.
Armstrong egy 30 perces vizuális ellenőrzést követően engedélyt kapott az irányítástól a dokkolási manőverre. A két űrhajós a manőver során mindvégig szemmel tartotta az Agenát (Scott a navigációhoz használt szextáns nagyítóján keresztül) és elégedetten nyugtázták, hogy a céltárgy stabilan repül. A manőver során Armstrong 1 méterre kormányozta egymáshoz a két űreszközt. Itt megállt, majd rövid üzenetváltás után megkapta az engedélyt az irányítástól az összekapcsolódásra. Az utolsó egy méteres távot Armstrong 8 centiméter/másodperc sebességgel, nagyon lassan, óvatosan hidalta át, majd bejelentette
„Irányítás. összekapcsolódtunk....Nagyon sima volt, semmi rázkódás, vagy hasonló.”
Az irányítóközpontban kisvártatva ováció tört ki, a világ első űrdokkolását véghez vitte a NASA. Ezután a tervek szerint az következett, hogy a legénység átkapcsol az Agena irányítórendszerére és a célrakéta hajtóművével végez manővereket összekapcsolt állapotban. Ehhez tartozott egy elővigyázatossági szabály, amit az irányítóközpont adott le rádión Armstrongéknak: „amennyiben bármilyen problémát tapasztalnak az űrhajók irányításával, vagy az Agena megvadulna, azonnal váljanak le róla”. A manőverezés előtt az űrhajósok teszteket futtattak le és próbamanővereket végeztek: az Agena segítségével 90 fokkal jobbra fordították az űrszerelvényt. A teszt közben, amikor Scott begépelt egy újabb parancsot a számítógépbe (Dave Scott oldalán voltak a Gemini űrhajó műszerfalán az Agena irányításáért felelős kezelőszervek), a szeme átsiklott a műhorizont jelzőn, amely szerint 30 fokra bedőltek és pörögnek (a szemmel való ellenőrzésre nem volt mód, mivel az éjszakai félgömb felett repültek és nem látszott a Föld horizontja).

#### A pörgés
„Neil. Forgunk.”
Dave Scott ezen szóbeli jelzésével indult az egész Gemini–program legnagyobb vészhelyzete. Scott így jelezte parancsnokának, hogy az ő műszerén egy váratlan jelet olvasott le. Armstrong is ugyanezt a jelzést olvasta le a saját oldalán a műszerfalról, ami teljesen váratlanul érte őket. Először ösztönösen kiegyenlítette a forgást az OAMS kormányrendszerrel és stabilizálta a hajót. De a forgás azonnal újra indult. Ekkor azonnal eszükbe jutott az utasítás, hogy ha valami nem megy jól a manőverezéssel, valószínűleg az Agenával van a baj, ezért le kell választani. Közben az űrhajó kirepült a rádió követőállomások hatósugarából és a meghibásodás megoldása teljes egészében a két űrhajósra maradt. Ekkor Scott lekapcsolta az Agena irányítórendszerét, majd stabilizálták a hajókat, még mindig összekapcsolva. A probléma úgy tűnt, megoldódott, de négy perc elteltével újra kezdődött a forgás. Az űrhajósok először arra gondoltak, hogy tesztet futtatnak, vajon milyen forgást bír még el az összekapcsolt űrhajórendszer.
Ekkor a műszerek tanúsága szerint a Gemini hajtóanyaga 30%-kal csökkent, ami arra utalt, hogy az űrhajóval van baj. Le akartak kapcsolódni. Visszaállították az Agena irányítását a dokkolás előtti üzemmódra és leváltak, majd egy hosszabb begyújtással eltávolodtak. Ekkor azonban a Gemini gyorsabban kezdett pörögni. Az űrhajó ekkor beért a Coastal Sentry Quebec követőhajó – éppen az, amelyiknek az egyik óceánról a másikra való átérkezését ki kellett várni egy konkurens Apollo kísérlet után – rádió hatósugarába. A NASA döbbenten hallgatta, amint Scott jelentette:
Costal Sentry Quebec: Itt a CSQ CapCom. Kommunikációs ellenőrzés. Veszitek az adást?
Scott: Komoly problémánk van... vég nélkül csak forgunk. Leváltunk az Agenáról.
CSQ: Látjuk az ŰRHAJÓ LEVÁLÁS jelzést... Mi lehet a probléma?
Armstrong: Bepörögtünk és nem tudjuk leállítani. A balra forgás folyamatosan gyorsul.
A forgás hamar elérte az egy fordulatot másodpercenként. A fellépő centrifugális erő hatására az űrhajósok szédülni kezdtek, amely azzal fenyegetett, hogy elvesztik az eszméletüket, majd akár meg is halhatnak, ha nem tesznek a forgás ellen valamit. A helyzet kezdett olyan rosszra fordulni, hogy az űrhajósok látása kezdett elhomályosodni a szédüléstől és nem tudták leolvasni a műszereket. Ekkor merült fel Armstrongban az egyetlen használható lehetőség. Az űrhajónak két különálló, más-más célra tervezett kormányrendszere volt, a Föld körüli pályán használt OAMS (Orbital Attitude and Maneuvering System) és a csak a légköri visszatéréskor használt RCS (Reentry Control System) Az egyetlen dolog, amit ebben a helyzetben alkalmazni lehetett, az OAMS kikapcsolása és váltás az RCS-re. Ez azonban szigorúan tilos volt a műveleti tervek szerint, mivel az RCS-t csak a légköri visszatérés közben lehetett használni, ha valamiért ebből a rendszerből idő előtt kifogyott a hajtóanyag, az a biztonságos visszatérést és leszállást veszélyeztette volna. Armstrong a vészhelyzetben mégis úgy határozott, hogy deaktiválja az OAMS-t és működésbe hozza a vélhetően jól működő másik, párhuzamosan működő kormányrendszert és azzal állítja meg a forgást.
A forgás megállítására való első kísérlet kudarcot vallott, az átkapcsolás után Armstrong nem tudta stabilizálni az űrhajót. Majd következett egy próbálkozás Scott részéről is, aki ugyanúgy nem járt sikerrel. Ekkor újra ellenőrizték a kapcsolók állását, hátha valamelyik irányító kapcsoló maradt rossz állásban és ekkor végre engedelmeskedett a rendszer és sikerült stabilizálni az űrhajót. Tették mindezt a pályájuk egy olyan szakaszán, amikor ismét rádiócsendben repült az űrhajó és csak magukra voltak utalva. Miután a helyzet megoldódott, Armstrong még megkereste a hiba okát. Visszakapcsolta az OAMS-t és egyesével végigtesztelte a fúvókákat, amelynek végén a nyolcas számú fúvóka bizonyult hibásnak, aktiválása után azonnal újra indult az űrhajó pörgése. A hiba diagnosztizálását követően Armstrong ismét deaktiválta az OAMS kormányrendszert.
A repülések szigorú szabályai szerint attól a pillanattól kezdve, hogy az RCS-t aktiválták, a lehető leggyorsabban le kellett szállni. Az irányítás hamarosan megerősítette ezt: a Gemini VIII nem repülheti végig a tervezett négy napos küldetését, hanem törölték az összes hátra levő feladatot és az űrhajó lehető leggyorsabban történő leszállítását határozták el. Ezzel csak egy komolyabb probléma mutatkozott, a keringés precessziója miatt egy azonnali leszállás a Csendes-óceánra tevődött, miközben a mentőalakulatok az eredetileg tervezett atlanti-óceáni leszállóhelyen várták az űrhajót. A vészhelyzeti protokoll azonban könyörtelen volt, az űrhajónak az első adandó alkalommal le kellett szállnia és erre a Csendes-óceán volt az egyetlen megoldás, ahol csak vészhelyzeti ügyeletet tartott az amerikai hadiflotta. Az irányítás a hetedik keringésre határozta meg a leszállást a lehetséges tartalék leszállóhelyek (ahol tartózkodtak amerikai hajóegységek) figyelembe vételével.

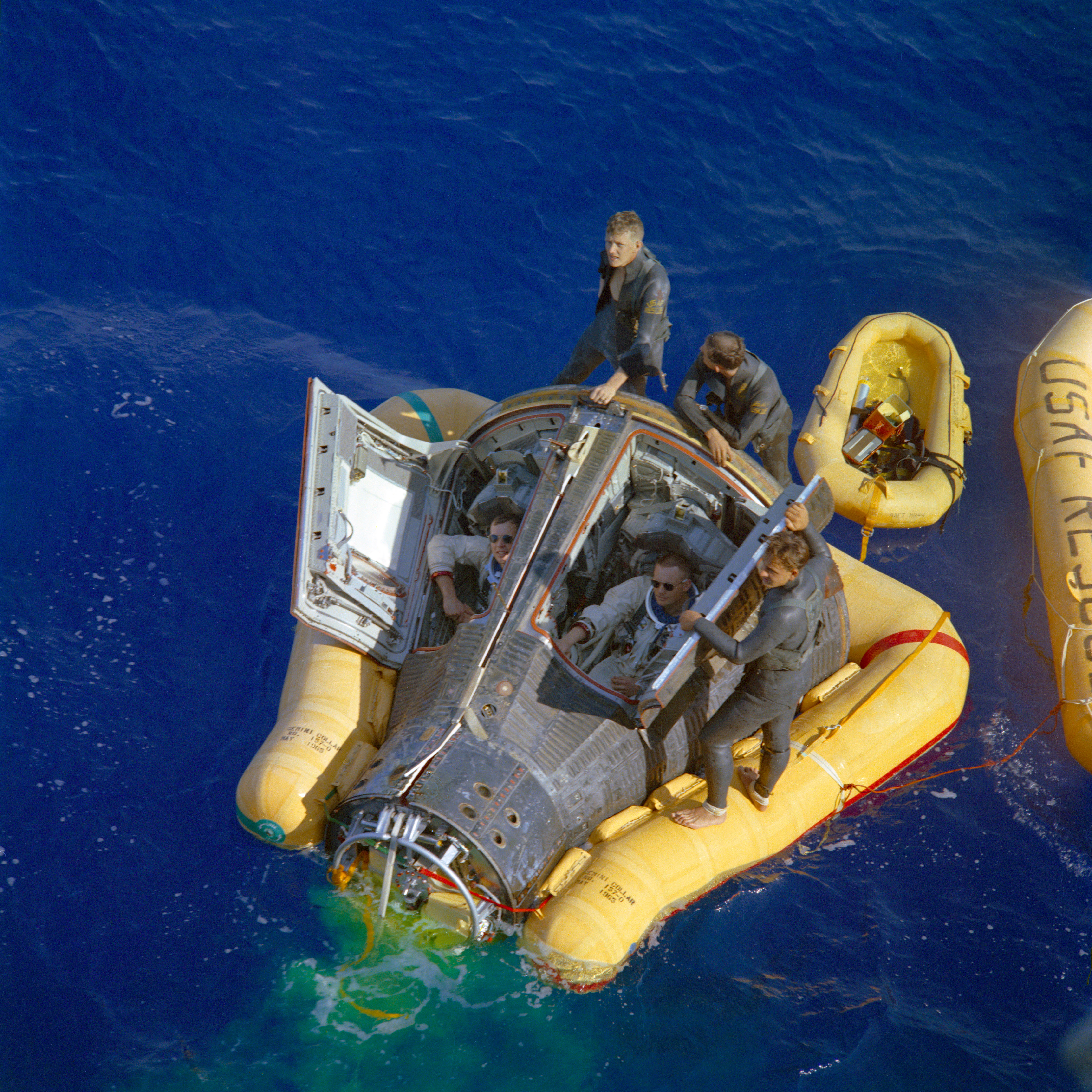
Neil Armstrong és David Scott a leszállóegységben várják a mentőhajót

## Leszállás
Az irányítás egy plusz keringésnyi időt adott magának, hogy megszervezzék a mentést a Csendes-óceánon. Úgy döntöttek, hogy Armstrongék hatodik keringés teljesítése után térjenek vissza a légkörbe. Ez idő alatt kijelölték a USS Leonard F. Mason rombolót, mint a tervezett leszállási ponthoz legközelebb járőröző hajóegységet, hogy siessen a leszállás helyszínére. A tervezett leszállási pont Japán partjaihoz közel, Okinawától 800 kilométerre keletre és Jokoszuka kikötőjétől 1000 kilométerre délre volt. A légkörbelépés és a fékezés kezdete Kína területe felett következett el, még a rádiókapcsolat zónáján kívül.
A rombolón kívül az USA légiereje repülőgépeket is küldött járőrözni a leszállási térségbe, ahol az egyik pilóta hamarosan meg is pillantotta az űrhajót, amint az az ejtőernyőjén lefelé ereszkedett az óceán vízére. Ezután három ejtőernyős ugrott az űrhajó mellett a tengerbe, hogy egy felfújható gallért erősítsenek a hánykolódó űrhajóra, amely segítette a vízfelszínen tartani azt. Három órába telt, amíg a USS Leonard F. Mason teljes gőzzel haladva a helyszínre ért - amely idő alatt mind az űrhajósok, mint az ejtőernyősök komoly tengeribetegség tüneteit produkálták már –, majd a romboló mindannyiukat a fedélzetére emelte. Ekkor az űrhajósok átestek egy gyors orvosi vizsgálaton, amely mindent rendben talált, majd aludni térhettek.
Másnap reggel a romboló kikötött Okinawa fővárosában, Naha kikötőjében. Itt csatlakozott az űrhajósokhoz Wally Schirra űrhajós és más NASA tisztségviselők, akik elkísérték őket először helikoptereken a Kadena Repülőbázisra, majd repülőn Floridába, ahol a legénység átesett egy részletes orvosi vizsgálaton, majd a baleset kivizsgálási folyamatán. Mind Armstrong és Scott is csalódott volt, hogy nem teljesíthették az eredetileg számukra előírt négy napos repülési programot számos kísérlettel, űrsétával. Több űrhajós kritikusan említette Armstrong döntését, amellyel kivágta magukat a bajból, de elvágta a lehetőséget a repülés folytatása elől, ám a NASA később mindig is kiállt Armstrong mellett a döntést illetően (különösen akkor, amikor a kritikus felhangok ellenére őt választották az elsőként a Holdra lépő embernek).

## A baleset kivizsgálása
Az űrkabin még a rombolón kapott egy vízhatlan ponyva borítást, majd a hiba okának megtalálására szigorú átvizsgálásra küldték. A vizsgálat azonban nem tudta feltárni a hiba okát, a földre visszakerült kabin nem produkálta újra a hibajelenséget. A mérnökök a hiba valószínű okának a statikus elektromosságot jelölték meg, amely vélhetőleg egy zárlatot okozhatott és így a fúvókát nyitó és záró áram még akkor is áramlott tovább, amikor az áramkört az űrhajósok kikapcsolták. Az így folyamatosan működő egyetlen fúvóka alkalmas volt arra, hogy a hajó térbeli helyzetét egyoldalúan, forgó mozgás formájában indítsa be és tartsa fenn.
A vészhelyzetet követően Robert Seamans a NASA főigazgató helyettese megváltoztatta a szervezet baleseti kivizsgáló procedúráját és kiadta a 8621.1 sz. Igazgatói Utasítást a Repülési Meghibásodások Kivizsgálási Folyamatára Vonatkozó Szabályzat címmel.  Ebben a helyettes főigazgató kapott plusz jogosultságokat, hogy független vizsgálatokat indíthasson a nagyobb meghibásodások esetében azokon a vizsgálatokon túl, amelyeket az illetékes programigazgatóságok maguk is elvégeztek. Később ezt a szabályzatot alkalmazták mind az Apollo–1, majd később az Apollo–13 esetében is.
A másik tesztelésre váró egység pedig nem volt más, mint a fenn maradt Agena. Mivel magáról a Gemini űrhajóról derült ki, hogy hibás, ezért az Agenát ismét tekinthették hibátlannak, ezért távirányítású manővereket végeztek vele, hogy valóban jól működik-e. Az Agena kipróbálásának célja az volt, hogy hátha később, a Gemini IX-en, vagy Gemini X-en használhatják passzív céltárgyként. A központ által végzett távirányítású manőver hibátlannak mutatta az eszközt, igaz a manőverek során a maradék üzemanyagát és az akkumulátorokban maradt elektromos energiáját felhasználták. Később a rakéta a Gemini X repülés során valóban passzív céltárgyként szolgált.

### Magyar oldalak
- Hajszál híján: 40 éve repült a Gemini–8: 1. rész, 2. rész

### Külföldi oldalak
- On The Shoulders of Titans: A History of Project Gemini Archiválva 2003. december 7-i dátummal a Wayback Machine-ben